# Tambur (arkitektur)

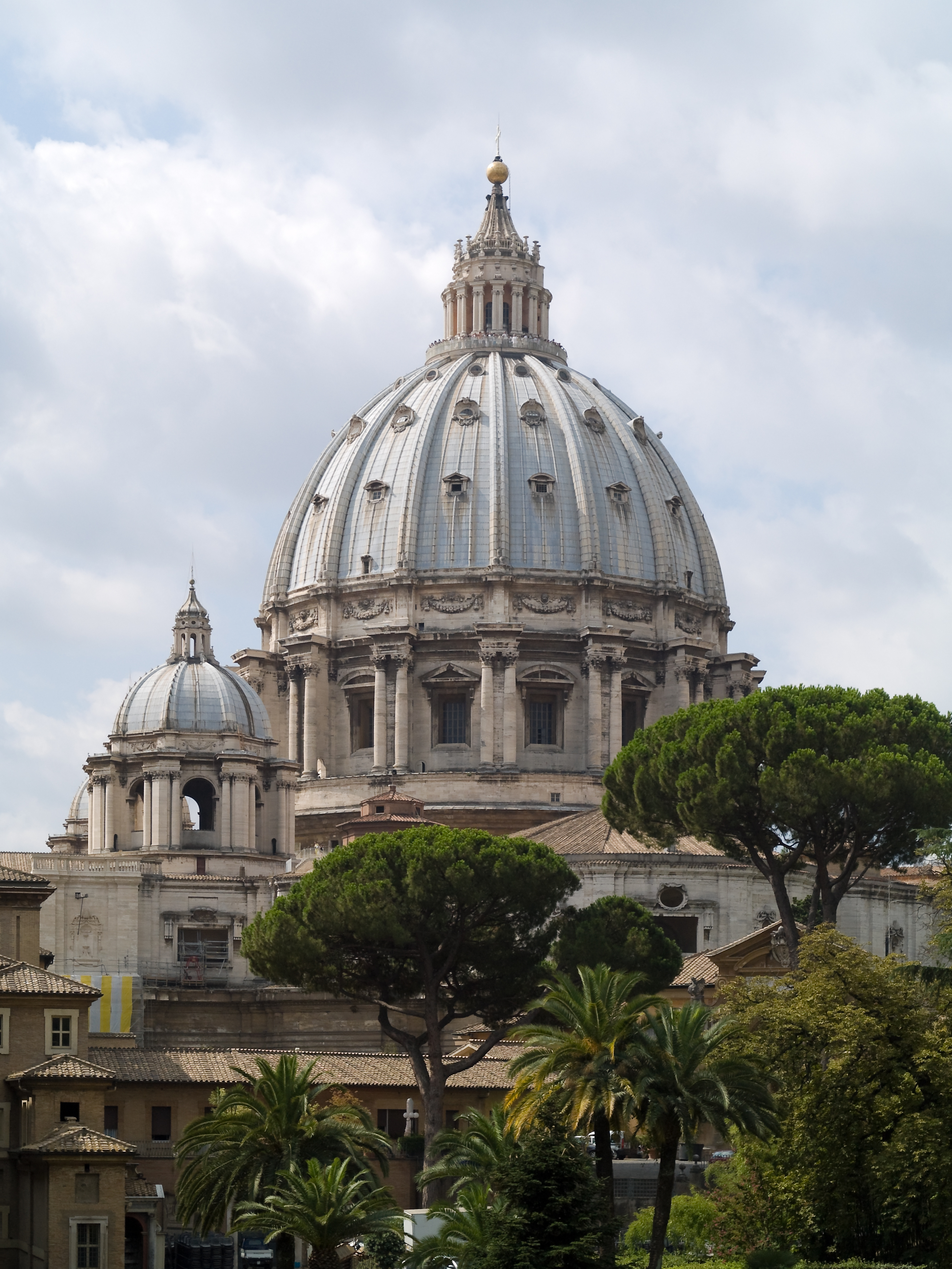
Peterskyrkans tambur med kopplade kolonner.

Tambur, även trumma, utgörs av den mur som bär upp en kupol. Tamburen kan vara cylindrisk eller polygonal.